# Vosbles-Valfin
Vosbles-Valfin ist eine französische Gemeinde mit 186 Einwohnern (Stand: 1. Januar 2022) im Département Jura in der Region Bourgogne-Franche-Comté. Sie gehört zum Arrondissement Lons-le-Saunier und zum Kanton Moirans-en-Montagne.
Sie entstand als Commune nouvelle mit Wirkung vom 1. Januar 2018 durch die Zusammenlegung der Gemeinden Vosbles und Valfin-sur-Valouse, von denen in der neuen Gemeinde lediglich Valfin-sur-Valouse den Status einer Commune déléguée erhalten hat. der Verwaltungssitz befindet sich im Ort Vosbles.

## Gliederung
| Ortsteil                    | ehemaliger INSEE-Code | Fläche (km²) | Höhenlage (m) | Einwohnerzahl (2016) | Dichte (Einw. je km²) |
| --------------------------- | --------------------- | ------------ | ------------- | -------------------- | --------------------- |
| Valfin-sur-Valouse          | 39542                 | 08,67        | 335–689       | 077                  | 8.9                   |
| Vosbles (Verwaltungssitz)00 | 39583                 | 12,67        | 319–730       | 111                  | 8.8                   |

## Geographie
Vosbles-Valfin liegt etwa 28 Kilometer nordöstlich von Bourg-en-Bresse. Umgeben wird Vosbles-Valfin von den Nachbargemeinden Dramelay im Norden, Arinthod im Nordosten, Genod, Saint-Hymetière, Chemilla und Lavans-sur-Valouse im Osten, Cornod im Osten und Südosten, Thoirette-Coisia Süden, Aromas im Südwesten, Charnod im Westen sowie Montlainsia im Nordwesten.

## Sehenswürdigkeiten
- Kirche L’Assomption-de-la-Bienheureuse-Vierge-Marie in Vosbles
- Kirche in Valfin
- Burgruine von Montgefond
- Schloss von Valfin aus dem 16. Jahrhundert

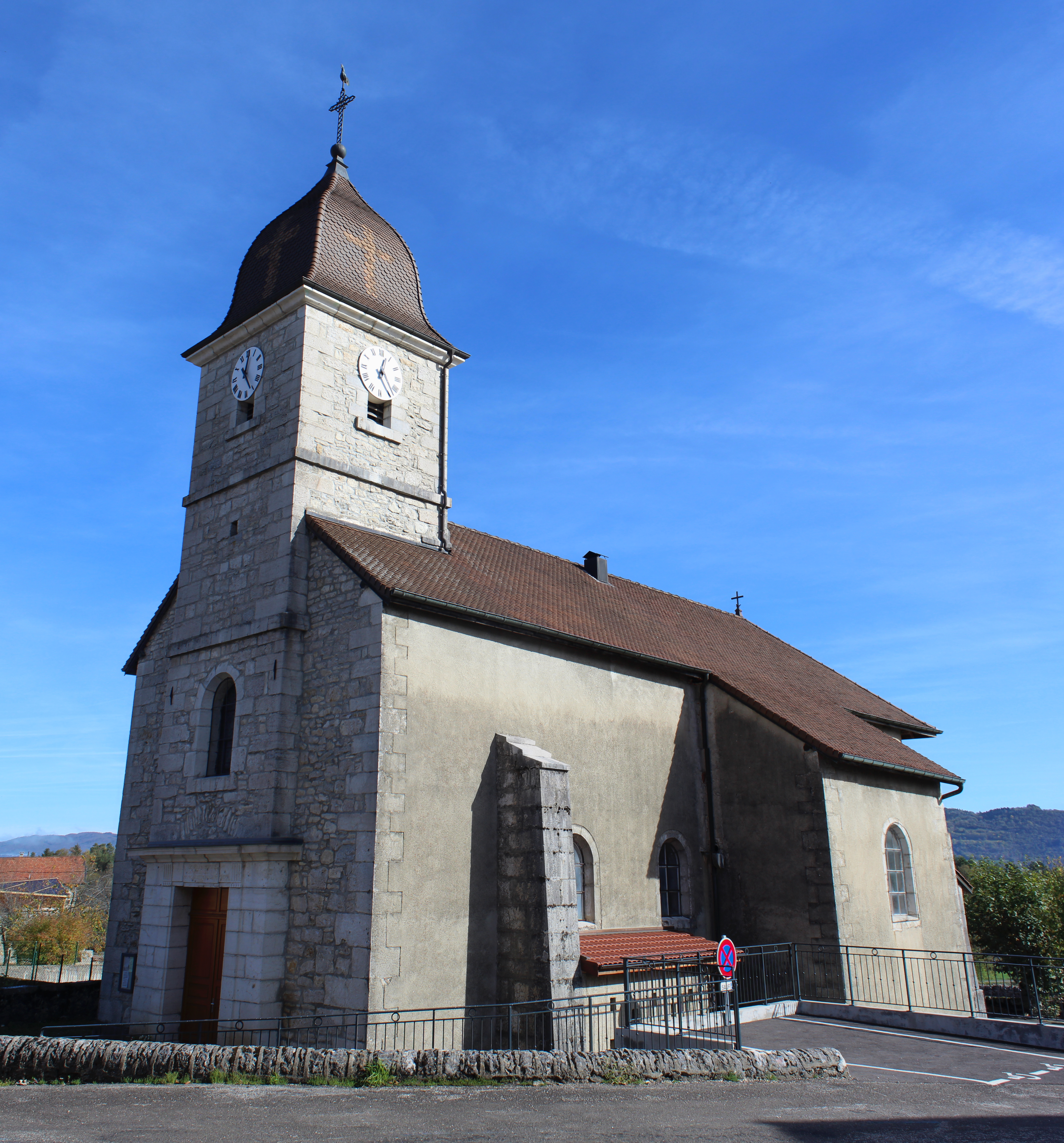
Kirche L’Assomption-de-la-Bienheureuse-Vierge-Marie